# Edward Weston
Edward Weston (24 de març de 1886, Highland Park, Illinois - 1 de gener de 1958, Big Sur, Califòrnia) va ser un fotògraf estatunidenc, que es va caracteritzar per utilitzar una càmera fotogràfica de plaques amb un format de 18 X 24 cm i emprar el primer pla en temes naturals per obtenir formes poc corrents. Fou un dels fotògrafs més importants del segle xx i cofundador del Grup f/64.
Al llarg de la seva carrera de quaranta anys Weston va fotografiar un conjunt cada vegada més ampli de temes, com paisatges, natures mortes, nus, retrats, escenes de gènere i paròdies capricioses. Es diu que ell va desenvolupar una fotografia «americana per excel·lència, i de forma especial de Califòrnia, un acostament a la fotografia moderna».
Se l'ha anomenat 
| « | un dels fotògrafs més innovadors i influents d'Amèrica... | » |

| « | un dels mestres de la fotografia del segle xx. | » |

## Biografia
La seva mare va morir quan ell tenia cinc anys i va ser criat principalment per la seva germana Maria, a qui nomenava "May". Era nou anys més gran que ell, i es va desenvolupar entre tots dos un vincle molt estret, estant una de les poques relacions estables a la vida de Weston. El seu pare es va tornar a casar quan el tenia nou anys, però ni Weston ni la seva germana s'enduien bé amb la seva madrastra i germanastre. Després que la seva germana es va casar i se'n va anar el 1897, el pare de Weston va dedicar la major part del seu temps a la seva nova esposa i el seu fill. Weston va deixar d'anar a l'escola i es va retirar a la seva habitació.
Com a regal en el seu 16 aniversari el seu pare li va regalar la seva primera càmera una Kodak de calaix simple. El va portar de vacances al Mig-Oest, i el seu interès per la fotografia va ser suficient per comprar una nova càmera. Va començar a fotografiar a Chicago parcs i una granja propietat de la seva tia. Més tard recordaria que també en aquesta edat adient el seu treball ja mostrava un valor artístic. Ell va dir: «Jo sento que el meu primer treball de 1903 - encara que immadur - es relaciona més estretament, amb la tècnica i la composició, que algunes de les meves fotografies que daten des de 1913 fins a 1920, un període en què jo estava tractant de ser artista.»
Davant la insistència de la seva germana, Weston es va traslladar el 1906 a prop de la casa de May a Tropico, Califòrnia (avui Glendale). Va decidir quedar-se allà i dedicar-se a la fotografia, però aviat es va adonar que necessitava més formació professional. Un any més tard es va traslladar a Effingham (Illinois), per tal d'inscriure's a l'Escola de Fotografia d'Il·linois. El curs constava de nou mesos, però Weston va acabar tot el treball de la classe en sis mesos. L'escola es va negar a donar-li un títol, llevat que pagués pels nou mesos, Weston es va negar i es va traslladar novament a Califòrnia en la primavera de 1908.
En aquest mateix estiu de 1908 Weston va ser presentat a Flora May Chandler, la millor amiga de la seva germana. Ella era una mestra d'escola primària, set anys més gran que Weston i cosina de Harry Chandler, en aquest moment descrit com el cap de «la família més poderosa del sud de Califòrnia.» El 30 de gener de 1909, Weston i Chandler es van casar en una senzilla cerimònia i amb qui va tenir quatre fills: Chandler (1910-1993), Brett (1911-1993), Neil (1914-1998) i Cole (1919-2003).

## Treball fotogràfic

### Primers temps
L'any 1911 Weston va obrir el seu propi negoci, nomenat "The Little Studio", a Tropico. La seva germana més tard li va preguntar per què va obrir el seu estudi a Tropico més que a la metròpoli propera de Los Angeles, i ell va respondre: «Germana, faré el meu nom tan famós que no importa el lloc on visc.»
Durant els següents tres anys va treballar sol en el seu estudi, fent retrats de nens i amics. També en aquesta primera etapa de la seva carrera va ser molt particular sobre el seu treball, molt ràpidament se li va reconèixer el seu treball, va guanyar premis en concursos nacionals, va publicar diverses fotografies i va escriure articles per a revistes com Photo-Era i American Photography, defensant el moviment del pictorialisme. A la tardor de 1913, la fotògraf, Margrethe Mather, va visitar el seu estudi a causa de la seva creixent reputació, i als pocs mesos es va desenvolupar una intensa relació. Weston pertanyia a una part de la tranquil·la Califòrnia, i Mather era una part de la creixent escena cultural bohèmia de Los Angeles. Ella era molt extravertida i una artista extravagant, i els seus costums sexuals permissius eren molt diferents dels de Weston, conservador en aquell moment. Mather havia estat una prostituta i era bisexual amb preferència cap a les dones, ella representava un marcat contrast amb la vida de la llar de Weston, a la seva esposa Flora l'havia descrita com «una acollidora, rígida puritana, i una dona completament convencional, amb qui tenia poc en comú, ja que avorria les reunions», i va trobar l'estil de vida sense inhibicions de Mather irresistible i la seva visió fotogràfica intrigant. Margrethe Mather, va treballar en estreta col·laboració amb Mather durant la propera dècada, van signar alhora els retrats fets a personatges com Carl Sandburg o Max Eastman. Aquesta va ser l'única vegada a la seva llarga carrera que Weston va compartir crèdits amb un altre fotògraf.
A partir de 1915 Weston va començar a escriure diaris personals, -que va nomenar com Daybooks- on anotava els seus pensaments sobre el treball, les observacions sobre la fotografia i les seves relacions amb amics, amants i familiars. Durant l'estiu de 1920 va conèixer dues persones que formaven part de l'escena cultural de Los Angeles: Roubaix de l'Abrie Richey i una dona a la qual va presentar com la seva esposa Tina Modotti, fotògrafa, actriu de cinema i model d'artista, que de fet mai no va estar casada amb Richey, però es feia passar per qüestions familiars. Weston i Modotti es van sentir tot seguit atrets l'un per l'altre i aviat es van convertir en amants. Una de les seves primeres models que va acceptar posar nua per a Weston va ser Modotti. Ella es va convertir en el seu principal model durant els propers anys.
Cap a 1920 va començar a fotografiar models nues per primera vegada. Els seus primers models van ser la seva esposa Flora i els seus fills, però poc després va realitzar almenys tres estudis de nus de Mather. Va continuar amb fotografies de models nues, constaven de dotzenes d'estudis de figura que faria d'amics i amants durant els pròxims vint anys. Fins ara Weston havia mantingut les seves relacions amb altres dones secretament a la seva esposa, però quan va començar a fotografiar nus, Flora va començar a sospitar del que passava amb els seus models. El seu fill Chandler, va recordar més tard, que la seva mare l'enviava regularment a fer "encàrrecs" a l'estudi del seu pare i li demanava que li digués qui estava allà i el que estaven fent.

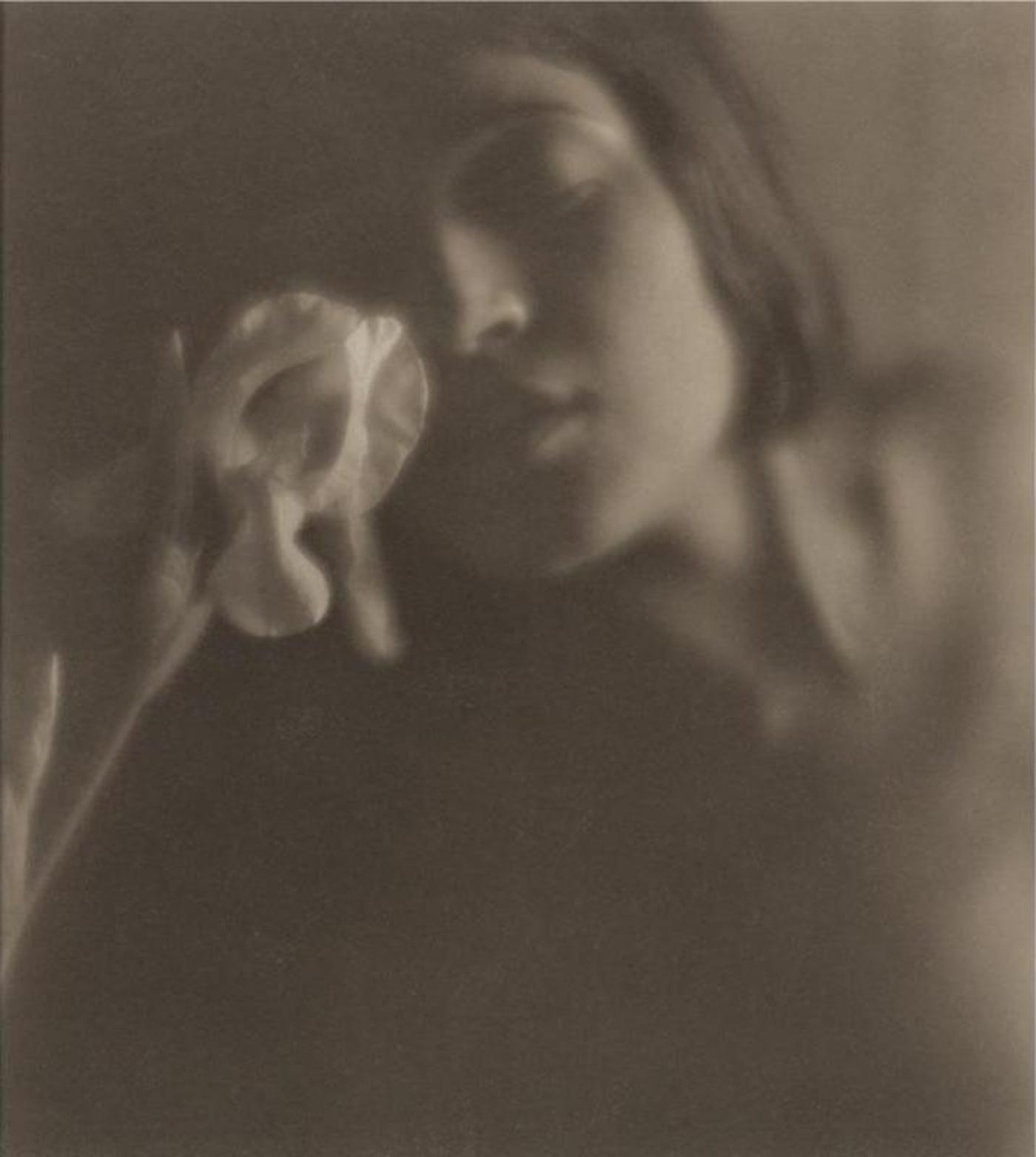
Tina Modotti per Weston (1921).
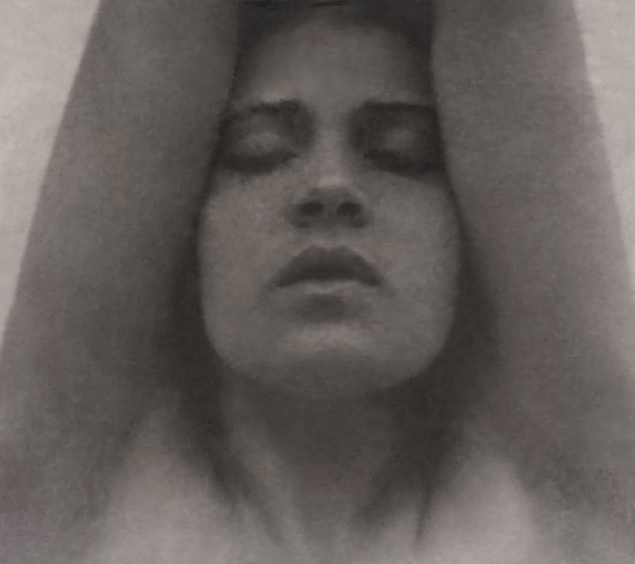
Tina Modotti amb els braços aixecats per Weston (ca.1921).
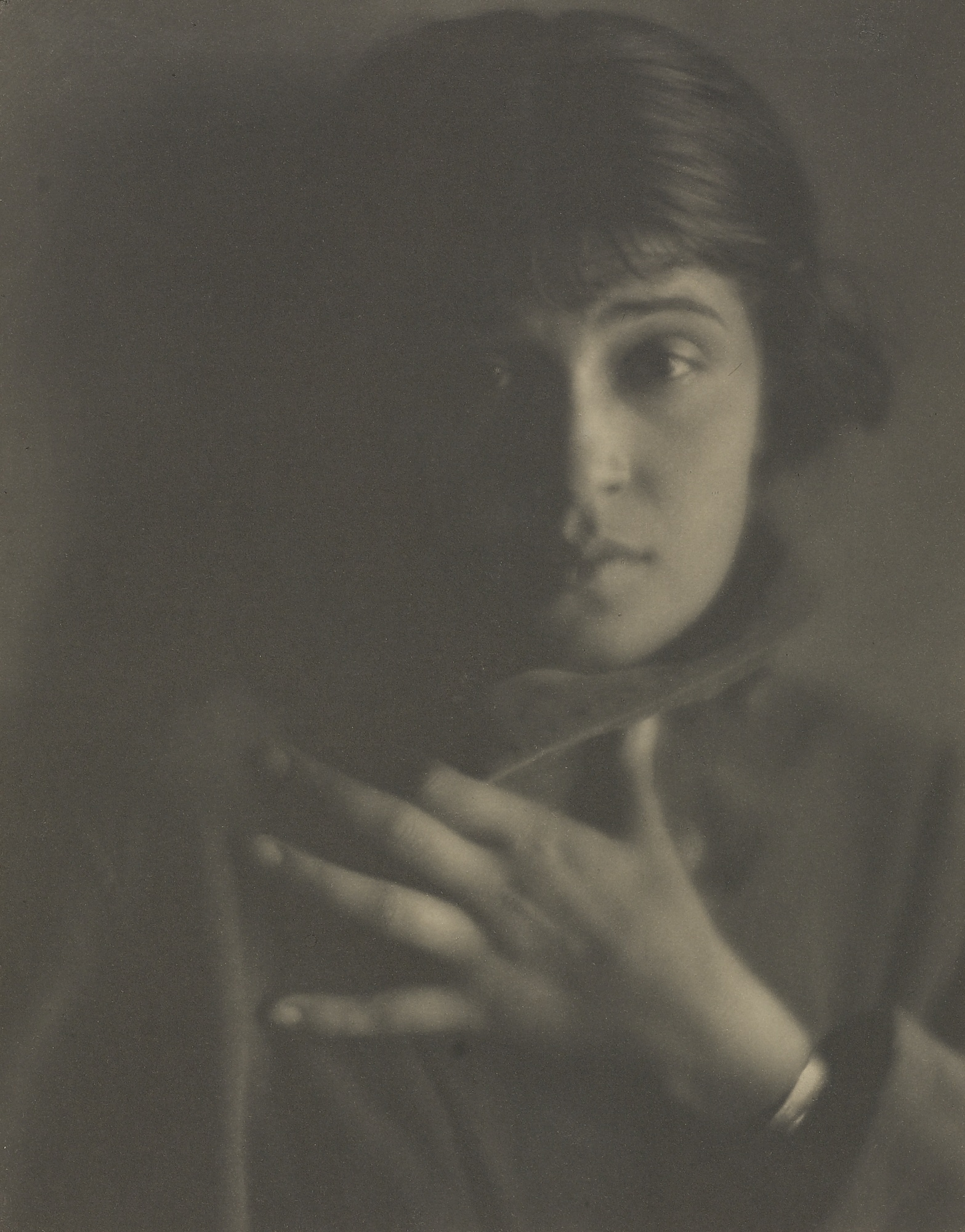
Tina Modotti per Weston (1921)

El 1922 va visitar la seva germana May, que s'havia traslladat a Middletown, Ohio. Mentre va estar allà va realitzar cinc o sis fotografies de les xemeneies de la propera fàbrica d'acer Armco. Aquestes imatges van produir un canvi a l'estil fotogràfic de Weston, una transició des del pictorialisme del passat a un nou estil. Immediatament va reconèixer el canvi i el va registrar a les seves notes:
| «                                   | La visita a Middletown va ser una cosa per recordar... per damunt de tot la importància de la meva fotografia d'Armco... Aquest dia vaig fer grans fotografies, inclòs Alfred Stieglitz va pensar que eren importants. | » |
| — Weston, Edward Daybooks I, pàg. 8 | |   |

 En aquest moment la ciutat de Nova York era el centre cultural de la fotografia com una nova forma d'art als Estats Units, i Alfred Stieglitz era la figura més influent. Weston volia anar a Nova York per reunir-se amb ell, però no disposava dels diners suficients per fer el viatge. El seu germanastre li va donar prou diners per a continuar des de Middletown a la ciutat de Nova York, on va passar quasi tot el mes d'octubre i principis de novembre. Allà va conèixer els fotògrafs Charles Sheeler, Clarence H. White, Gertrude Käsebier i, finalment, Stieglitz. Weston va escriure que Stieglitz li va dir: 
| «                                   | El teu treball i la teva actitud em tranquil·litza. M'has mostrat almenys diverses impressions que m'han donat una gran alegria. I rara vegada puc dir això de les fotografies». | » |
| — Weston, Edward Daybooks I, pàg. 6 | |   |

## Mèxic
Poc després de la seva estada a Nova York, Roubaix de l'Abrie Richey (conegut com a Robo) es va traslladar a Mèxic i va establir un taller de bàtiks. Pensava organitzar una exposició conjunta de la seva obra amb les fotografies de Weston, Mather i alguns més. A començaments de 1923 Modotti va viatjar cap a Mèxic per reunir-se amb Robo, però aquest havia contret la verola i quan va arribar Modotti ja havia mort. Ella va decidir aleshores de continuar amb la preparació de l'exposició que havia estat planejant la seva anterior parella. L'exhibició va ser un èxit i a causa dels estudis de nu fets a Modotti es va establir una gran reputació artística de Weston en aquest país. Després de clausurada l'exposició Weston va regressar a Califòrnia, però va planejar amb Modotti el seu retorn a Mèxic junts, amb l'excusa que era la seva ajudant i traductora i que farien la promoció de la seva obra.
La setmana abans de partir cap a Mèxic, Weston es va reunir breument amb Mather i va realitzar diverses fotografies de nus estesa a la sorra en Redondo Beach. Aquestes imatges eren molt diferents als seus estudis de nus anteriors -molt específiques i mostrant tot el seu cos amb relació a l'entorn natural-. Se les ha considerat com els prototips artístics dels seus més famosos nus, els de Charis Wilson que faria una dècada més tard.

El 30 de juliol de 1923, Weston, junt amb el seu fill Chandler i Tina Modotti van emprendre el viatge cap a Mèxic. La seva esposa Flora, i els seus altres tres fills, es van acomiadar d'ells al moll. No se sap el pensament de Flora sobre la relació entre Weston i Modotti. La cultura i el paisatge diferent de Mèxic va obligar a Weston a veure les coses d'una altra manera. Va ser més sensible al que estava davant seu, i va disparar amb la càmera a objectes quotidians com ara joguines, portes i accessoris de bany. També va fer diversos nus i retrats íntims de Modotti. Ell va escriure en els seus Daybooks:
| «                                     | La càmera ha de ser utilitzada per a l'enregistrament de la vida, per a la prestació de la quinta essència de la cosa en si... em sento definit en la creença que l'acostament a la fotografia és mitjançant el realisme. | » |
| — Weston, Edward Daybooks I, pàg. 120 | |   |

Va continuar fotografiant les persones i coses que l'envoltaven i la seva reputació a Mèxic va augmentar cada vegada més. El 12 d'abril de 1924 va exposar una sèrie de fotografies amb tema industrial, en el «Café de Nadie» durant la Vetllada estridentista, on es van donar cita els artistes experimentals de diverses nacionalitats que en aquest moment treballaven o estaven de visita en la Ciutat de Mèxic. Va col·laborar en l'estridentisme per mitjà de publicacions en les revistes Irradiador i Horizonte. Durant la seva estada a Mèxic va mantenir amistat amb Manuel Álvarez Bravo, Nahui Ollin, Frida Kahlo i Diego Rivera, la influència del qual va suposar un canvi en el seu estil.
Ha finals de 1924 i fins a agost de 1925, va tornar als Estats Units, on va tenir una relació amb Miriam Lerner, una coneguda d'alguns anys enrere i amb la que havia mantingut una apassionada correspondència. En aquests mesos va cremar els seus Daybooks anteriors a Mèxic, com si voldria esborrar el passat, va realitzar una nova sèrie de fotografies de nu amb Lerner i va escriure sobre aquestes imatges que eren: «el començament d'una nova etapa en el meu enfocament i actitud envers la fotografia».
Després d'aquest espai d'uns vuit mesos va acabar la seva relació amb Lerner i va regressar a Mèxic, aquesta vegada amb el seu fill Brett que també es dedicava a la fotografia. Tina Modotti havia organitzat una exposició conjunta on va obtenir una bona acollida per part de la crítica, sis obres seves van ser adquirides per al Museu de l'Estat i l'historiador d'art René d'Harnoncourt ho va descriure com «el començament d'un nou art».
El 1926 Weston va signar un contracte amb l'escriptora Anita Brenner per 1000 $, per fer fotografies per il·lustrar un llibre que estava escrivint sobre l'art popular mexicà. Weston i Modotti junt amb Bret van viatjar per tot el país des de maig fins a novembre a la recerca d'art natiu. Per a quan van tornar d'aquest llarg viatge la relació entre ells s'havia acabat i Weston amb Brett van tornar a Califòrnia definitivament.

### Glendale
El 1927 es va instal·lar a Glendale a l'antic estudi, comptant amb la col·laboració del seu fill Brett. En els seus treballs fotogràfics ja comença a emprar una gran profunditat de camp i un alt nivell d'enfocament a les escenes de paisatges i en els seus retrats i de mode especial als primers plans de formes naturals poc usuals, que van ser les que li van fer famós posteriorment. La majoria de la seva obra la va realitzar en una càmera d'acordió de 8x10 polzades el que el permetia una major nitidesa i definició a les fotografies i poder obtenir les còpies per contacte. En el seu diari, de les fotografies preses durant el 1927, va enumerar catorze negatius de petxines. Una d'elles, nomenada Nautilus, es va convertir en una de les seves imatges més famoses. Tina Modotti va comentar sobre aquesta imatge que li semblava «mística i eròtica». Al maig de 1928 pare i fill van fer un viatge pel desert de Mojave. Allà va explorar i va fotografiar paisatges amb les formes dures de les roques i espais buits, com si fos una forma d'art.
Després de passar un breu temps a San Francisco en un petit estudi propietat de Johan Hagemeyer, fent retrats per obtenir algun ingrés econòmic, va voler tornar a les seves fotografies artístiques, traslladant-se novament a Carmel-by-the-Sea a la casa d'Hagemeyer. A començaments de 1929 va conèixer la fotògrafa Sonya Noskowiak en una festa i a la fi del mateix mes vivien plegats. Igual que el va passar amb les seves moltes altres relacions, ella es va convertir en el seu model, alumna i ajudant. Van viure junts durant cinc anys. Intrigat pels nombrosos tipus i formes de les algues que es troben a les platges a la vora de Carmel, Weston va començar a prendre primers plans de fruites i verdures. Va fer una sèrie de fotografies de col, col arrissada, ceba, plàtan, i, finalment, la imatge més emblemàtica, de pebrots. A l'agost d'aquest any de 1930, Noskowiak li va portar diversos pebrots verds, i durant un període de quatre dies va disparar almenys trenta negatius. D'aquests, la imatge de Pepper Nº 30, es troba entre les obres mestres de tots els temps de la fotografia.
Weston va tenir una sèrie d'importants exposicions individuals el 1930 i el 1931, la primera va ser en Alma Reed's Delphic Studio Galley en Nova York, seguida per una altra en la Denny Watrous Gallery en Carmel-by-the-Sea, totes dues van rebre bones crítiques incloent un article de dues pàgines al New York Times Magazine. Una altra al M. H. de Young Memorial Museum de San Francisco i a la Galerie Jean Naert de París.
Encara que estava tenint un gran èxit professional, la seva vida privada va ser molt complexa. Durant la major part del seu matrimoni, la seva dona Flora va ser capaç de cuidar dels seus fills per l'herència rebuda dels seus pares, tanmateix al Crac del 29 va perdre la major part dels seus estalvis i Weston va haver de fer un esforç major per ajudar a ella i els seus fills. Ell descriu aquest moment com «el període econòmic més difícil de la meva vida».

### Grup f/64
Una nit de 1932, Ansel Adams Willard Van Dyke van organitzar una reunió amb els fotògrafs Imogen Cunningham, John Paul Edwards, Sonya Noskowiak, Henry Swift i Edward Weston, per discutir i compartir sobre la idea de «fotografia directa», «fotografia pura». Encara que el treball dels participants eren diferents, van acordar perseguir un objectiu comú i definir una nova forma de fotografia creativa que havia de destacar-se clarament del tradicional pictorialisme. A una nova reunió en la qual es va discutir un nom per al grup. El jove fotògraf Preston Holder, un company d'estudis de Willard Van Dyke, va proposar "Els EUA 256", en relació amb el terme d'obertura 64, del diafragma més tancat de l'objectiu fotogràfic, que dona com a resultat una imatge de màxima nitidesa. Tanmateix, a causa de l'evident confusió que podia tenir amb una carretera dels Estats Units, van acordar Grup f/64.

### Beca Guggenheim i «Wildcat Hill»
A començaments de 1934, «un nou i important capítol», va succeir a la vida de Weston quan va conèixer Charis Wilson en un concert. Encara més que amb les seves anteriors amants, Weston va quedar tot seguit captivat per la seva bellesa i la seva personalitat. Ell va escriure: «Un nou amor ha arribat a la meva vida». El 22 d'abril la va fotografiar nua per primera vegada, i van començar una intensa relació. Encara vivia amb Noskowiak en aquest moment, però a les dues setmanes li va demanar que es mudés, declarant que per a ell, les dones eren «tan inevitables com les marees». Potser a causa d'aquesta intensitat de la seva nova relació, va deixar d'escriure en els seus Daybooks en aquest mateix moment. Sis mesos més tard va escriure aquest final: «Després de vuit mesos estem més a prop que mai. Potser C. serà recordada com el gran amor de la meva vida. Ja hem assolit el punt més alt que amb cap altre amor».
El gener de 1935 Weston passava per múltiples dificultats financeres. Va tancar el seu estudi a Carmel i es va traslladar a Santa Monica -més concret al barri de Santa Monica Canyon-, on va obrir un nou estudi amb el seu fill Brett. Després de pregar-li a Charis que els acompanyés, al final es va unir a ells uns mesos més tard. A més a més de la seva dona Flora, Charis va ser l'única que va estar amb ell i que no va voler convertir-se en fotògraf, d'aquesta manera es va convertir exclusivament en el seu model, ajudant i a la promoció del seu art, quasi com un agent.
Gairebé tot seguit va començar a prendre una nova sèrie de nus amb Wilson com a model. Una de les primeres fotografies que va realitzar d'ella, al balcó de casa seva, es va convertir en una de les seves imatges més publicades Nude (Charis, Santa Monica). Poc després, van anar a les dunes, prop de Santa Monica, on Weston va fer algunes de les seves més atrevides i íntimes fotografies de Wilson amb posat completament desinhibits sobre la sorra de les dunes. Va exposar d'aquesta sèrie solament un parell en la seva vida, pensant que les altres fotografies tenien un sentit «massa eròtic» per al públic en general.
A suggeriment de Beaumont Newhall, va decidir sol·licitar una beca de la Fundació Guggenheim. Va reunir i enviar 35 de les seves impressions favorites i va fer una descripció de dues frases sobre el seu treball. L'hi va ensenyar a Dorothea Lange, la qual va suggerir que la sol·licitud era massa breu perquè fos considerada seriosament, per la qual cosa Weston va tornar a presentar un nou pla de treball amb quatre pàgines de redacció, encara que no ho va esmentar, es creu que aquesta nova sol·licitud va ser escrita per Wilson.
El 22 de març de 1937 se li va comunicar que havia estat guardonat amb la beca Guggenheim, la primera atorgada a un fotògraf. El premi consistia en 2000 $ per un any. Van comprar un cotxe nou i van emprendre el viatge, prenent fotografies del que ell volgués. Van realitzar en dotze mesos disset viatges amb un recorregut de 16.697 milles i 1260 negatius, segons un registre detallat per Wilson. La llibertat d'aquest viatge amb l'«amor de la seva vida», i el fet que tots els seus fills ja eren adults, va donar la motivació a Weston de divorciar-se de la seva esposa Flora, quan ja portaven setze anys separats.
A causa del seu èxit al treball d'aquest any, va rebre una nova subvenció per part de Guggenheim per allargar-lo un altre any, encara que també va viatjar va separar una part dels diners per a la construcció d'una casa en Carmel Highlands a una propietat del pare de Wilson, la van nomenar «Wildcat Hill», a causa dels nombrosos gats que ocupen abans el terreny. Wilson va ocupar un petit espai, a la part posterior de la casa, on va escriure històries dels seus viatges. El 1939 es va publicar Seeing California with Edward Weston amb fotografies de Weston i redacció de Wilson. A l'abril d'aquest any va tindre lloc la cerimònia de matrimoni entre tots dos. Just quan s'estava acabant els diners de la beca Guggenheim, Weston va rebre l'encàrrec per il·lustrar l'obra Leaves of Grass de Walt Whitman. El recorregut del viatge es va efectuar per 24 estats i va prendre entre 700 i 800 negatius.
A causa de l'esclat de la Segona Guerra Mundial, van ser a casa seva, on va realitzar imatges centrades a «Wildcat Hill» i els nombrosos gats que per allà vivien, aquestes fotografies van ser tractades amb la mateixa precisió que aplicava a tots els seus temes, Charis va reunir els resultats al llibre The Cats of Wildcat Hill que va ser publicat, més tard, l'any 1947.
El 1945 Weston va començar a experimentar els primers símptomes de la malaltia de Parkinson, que a poc a poc li va anar prenent forces per fotografiar. Wilson al mateix temps va començar a participar més activament a la política local i l'escena cultural de Carmel. Un dels avantatges que al començament els va unir -la seva falta d'interès a convertir-se en fotògrafa- amb el temps els va portar a la seva ruptura. Ella va escriure: «La meva partida d'Edward era també parcialment una separació de la fotografia, que havia ocupat part de la meva vida durant tants anys». Mentre Weston treballava en la gran exposició retrospectiva del Museu d'Art Modern de Nova York es van separar i divorciar el 1946.

### Últims anys
La gran exposició al Museu d'Art Modern de Nova York es va inaugurar al febrer de 1946, entre les 313 impressions que va seleccionar junt amb Beaumont Newhall, van ser exhibides 250 fotografies i onze negatius. Se'l va encarregar, per part del Dr. George L. Waters de Kodad, diapositives de Kodachrome per a la seva campanya publicitària. Weston mai no havia treballat en color, sobretot perquè no tenia mitjans per al desenvolupament de la impressió. Va acceptar l'encàrrec, en gran part a causa de l'oferta de 250 dòlars per imatge, que va ser la quantitat més alta que se'l va pagar per un treball individual en la seva vida.
El 1948 va realitzar les seves últimes fotografies a Point Lobos, el seu últim negatiu va ser una imatge que va nomenar Rocks and Pebbles, 1948. Encara que físicament no podia usar la seva càmera, es va dedicar ajudat pel seu fill Brett i la que seria la seva nora Dody Thompson, a catalogar les seves imatges i fer imprimir el conjunt que ell considerava la seva millor obra. Es van realitzar vuit conjunts, l'única sèrie completa es troba a la Universitat de Califòrnia a Santa Cruz. Weston va morir a la seva casa de «Wildcat Hill» el dia de cap d'any de 1958. Els seus fills van escampar les seves cendres a l'oceà Pacífic a la zona Pebbly Beach de Point Lobos. Aquesta platja va ser nomenada més endavant com a Weston Beach.